# Billy Warlock
Billy Warlock, nato William Alan Leming (Gardena, 26 marzo 1961), è un attore statunitense, noto per il ruolo di Eddie Kramer nella serie tv Baywatch.
È il figlio dell'attore Dick Warlock.

## Biografia
Nel 1981 partecipa alla decima stagione di Happy Days, nel ruolo di Flip, fratello di Roger. In seguito prende parte alla soap opera Capitol e dopo molte comparsate in varie telefilm, nel 1989 entra nel cast di Baywatch, dove interpreta il guardaspiaggia Eddie Kramer. Nello stesso anno recita anche nel film horror Society - The Horror.
Successivamente recita nelle soap opera General Hospital, I giorni della nostra vita e Febbre d'amore (in cui interpreta Ben Hollander).

## Filmografia parziale

### Cinema
- Il signore della morte (Halloween II), regia di Rick Rosenthal (1981)
- Society - The Horror (Society), regia di Brian Yuzna (1989)
- Opposite Corners, regia di Louis D'Esposito (1997)
- Sea Ghost - Il fantasma degli abissi (The Thing Below), regia di Jim Wynorski (2004)

### Televisione
- Happy Days – serie TV, 13 episodi (1982-1983)
- Six Pack, regia di Rod Amateau - film TV (1983)
- Il tempo della nostra vita (Days of Our Lives) – serie TV, 463 episodi (1986-2006)
- Cinque ragazze e un miliardario (Rags to Riches) - serie TV, un episodio (1987)
- Scuola di Modelle (Swimsuit), regia di Chris Thomson - film TV (1989)
- Baywatch - Panico a Malibù (Baywatch: Panic at Malibu Pier), regia di Richard Compton - film TV (1989)
- Baywatch - serie TV, 45 episodi (1989-1992)
- Baywatch - Il mostro della baia (Baywatch: River of No Return), regia di Gregory J. Bonann – film TV (1992)
- Onora il padre e la madre - La vera storia dell'omicidio Menendez (Honor Thy Father and Mother: The True Story of the Menendez Murders), regia di Paul Schneider - film TV (1994)
- NYPD - New York Police Department (NYPD Blue) – serie TV, un episodio (1995)
- General Hospital – serie TV, 307 episodi (1997-2003)
- Baywatch - Matrimonio alle Hawaii (Baywatch: Hawaiian Wedding), regia di Douglas Schwartz - film TV (2003)
- Febbre d'amore (The Young and the Restless) – serie TV, 32 episodi (2007-2008)
- Damages – serie TV, un episodio (2009)
- Così gira il mondo (As the World Turns) – serie TV, 15 episodi (2010)
- Una vita da vivere (One Life to Live) - soap opera, 18 episodi (2010)

## Doppiatori italiani
Nelle versioni in italiano delle opere in cui ha recitato, Billy Warlock è stato doppiato da:
- Fabio Boccanera in Onora il padre e la madre - L'omicidio dei Menendez
- Alessandro Rigotti in Sea Ghost - Il fantasma degli abissi
- Massimiliano Manfredi in Baywatch
- Giorgio Borghetti in Baywatch - Matrimonio alle Hawaii
- Luigi Rosa ne Il tempo della nostra vita
- Massimo Rossi in Society - The Horror